# Panhala
Panhala es una ciudad y  municipio situada en el distrito de Kolhapur en el estado de Maharashtra (India). Su población es de 3121 habitantes (2011). Se encuentra a 18 km al noroeste de Kolhapur.

## Demografía
Según el censo de 2011 la población de Panhala era de 3121 habitantes, de los cuales 1590 eran hombres y 1531 eran mujeres. Panhala tiene una tasa media de alfabetización del 92,15%, superior a la media estatal del 82,34%: la alfabetización masculina es del 95,87%, y la alfabetización femenina del 88,40%.